# Le mille bolle blu/Che freddo
Le mille bolle blu/Che freddo è il 37º singolo discografico di Mina, pubblicato nel 1961 dall'etichetta Italdisc.

## Storia
Come nel singolo precedente ancora due canzoni presentate al Festival di Sanremo 1961, la prima da Mina e Jenny Luna, la seconda (sul disco di nuovo la cover di Mina) da Luciano Rondinella e Edoardo Vianello che ne scrive la musica. Il brano di Mina chiude al 5º posto, l'altro non accede neppure alla finale. Ha due copertine: https://minamazzinimedia-4b71.kxcdn.com/m/disco/800x800/MH_80_010.jpg e alternativa.
Le due canzoni fanno parte dell'EP 11º Festival di San Remo 1961, pubblicato all'inizio del 1961 e della raccolta su CD Ritratto: I singoli Vol. 2 (2010).
Nel 1961 Le mille bolle blu viene inserito nell'album Due note,
invece Che freddo farà parte della raccolta Mina ...Di baci del 1993. In Che freddo Mina canta accompagnata dall'orchestra di Tony De Vita, che arrangia i due brani.
Il brano Le mille bolle blu, pronosticato vincente al Festival, non ha il successo sperato, addirittura dietro l'altra canzone Io amo tu ami presentata dalla stessa Mina e da Nelly Fioramonti, che arriva quarta; questo convince Mina, la quale non ritornerà mai sulla decisione presa, a non partecipare più a Sanremo. Da questo momento e sistematicamente, la cantante riprendere brani in gara alle varie edizioni della manifestazione, per farli diventare con la sua interpretazione dei successi commerciali di gran lunga superiori alle versioni presentate dagli stessi cantanti originali.
Più della canzone in sé, che comunque riscuoterà un buon successo in Spagna (Bu-lu-bum mil pompas de jambon) e in Svezia (Blll-se tusen bubblor bla), di quel Festival rimarranno nell'immaginario collettivo popolare italiano, sia il movimento fatto da Mina con le dita sulle sue labbra per pronunciare la parola "blu" nel brano, sia il vestito a pois indossato, tanto che il titolo sarà utilizzato per pubblicizzare qualsiasi genere di prodotti, da quelli per la casa a collane di dischi o, addirittura, trasmissioni televisive.
Il video (durata 4:59) dell'esibizione durante la terza serata (28 gennaio 1961) al XI Festival di Sanremo è contenuto nel DVD Gli anni Rai 1959-1962 Vol. 10, ultimo volume di un cofanetto monografico pubblicato da Rai Trade e GSU nel 2008.

### Cover
- 1961 - Germana Caroli, 45 giri (Durium Ld A 6976),[7] compilation Festival di Sanremo 1961 (Durium msA 77046)[8]
- 1961 - Jenny Luna, 45 giri (Juke Box JN 2001),[9] compilation Tutte le canzoni del Festival di Sanremo 1961 (Juke Box JLP 330005)[10]
- 1961 - Jo Chapman Orchestra, 45 giri (RCA Records 47-9341) pubblicato in Germania[11]
- 1961 - Alves Noto, 45 giri (Silver Gold 1314)[12]
- xxxx - Adriana del Poggio, 45 giri (Music-Hall 1053)[13]
- 2017 - Lodovica Comello ripropone il brano durante la serata delle cover, compilation Sanremo 2017

## Accoglienza
Nella classifica settimanale delle vendite il brano (64° in quella annuale) non riuscirà a fare meglio del 5º posto ottenuto a Sanremo, anzi verrà superato anche da Come sinfonia che nella graduatoria della kermesse aveva chiuso alle sue spalle.

## Tracce
Lato A
1. Le mille bolle blu – 3:52 (testo: Vito Pallavicini – musica: Carlo Alberto Rossi; edizioni musicali Carlo Alberto Rossi/Ariston)

Lato B
1. Che freddo – 2:49 (testo: Carlo Rossi – musica: Edoardo Vianello; edizioni musicali Leonardi)